# ʿAschara Mubaschschara
Die ʿAschara Mubaschschara (arabisch العشرة المبشرة, DMG al-ʿAšara al-mubaššara) sind eine Gruppe von zehn Gefährten des Propheten Mohammed, denen dieser nach sunnitischer Lehre das Paradies verheißen hat. Der Ausdruck steht verkürzt für al-ʿAšara al-mubaššarūn bi-l-ǧanna („die Zehn, denen das Paradies verheißen wurde“).
Grundlage für die Vorstellung von dieser Gruppe ist ein bekannter Hadith, der unter anderem von Muhammad ibn ʿĪsā at-Tirmidhī überliefert wird.

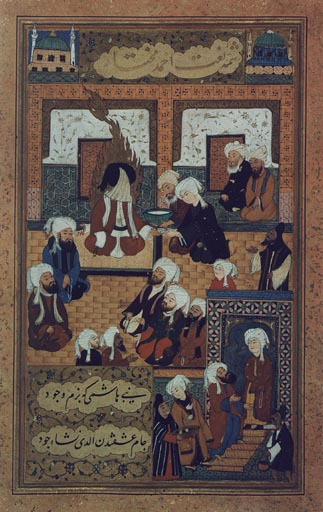
Mohammed im Kreis seiner zehn Gefährten

Er lautet:
«Der Prophet hat gesagt:
Abū Bakr (Allah möge ihn einlassen) ist im Paradies,
ʿUmar (Allah möge ihn einlassen) ist im Paradies,
ʿUthmān (Allah möge ihn einlassen) ist im Paradies,
ʿAlī (Allah möge ihn einlassen) ist im Paradies,
Talha (Allah möge ihn einlassen) ist im Paradies,
Zubair (Allah möge ihn einlassen) ist im Paradies,
ʿAbd ar-Rahmān ibn ʿAuf (Allah möge ihn einlassen) ist im Paradies,
Saʿd ibn Abī Waqqās (Allah möge ihn einlassen) ist im Paradies,
Saʿīd ibn Zaid (Allah möge ihn einlassen) ist im Paradies,
Abū ʿUbaida ibn al-Dscharrāh (Allah möge ihn einlassen) ist im Paradies».
In dem Hadith sind die zehn Gefährten in dieser Reihenfolge aufgelistet:
| Name                         | arabische Schreibung | Geburt (BH) | Tod (AH) | Geburt (n. Chr.) | Tod (n. Chr.) |
| Abū Bakr                     | أبو بكر الصدّيق       | 51          | 13       | 573              | 634           |
| ʿUmar ibn al-Chattāb         | عمر بن الخطّاب        | 40          | 23       | 584              | 644           |
| ʿUthmān ibn ʿAffān           | عثمان بن عفّان        | 47          | 35       | 577              | 656           |
| ʿAlī ibn Abī Tālib           | علي بن أﺑﻲ طالب      | 23          | 40       | 600              | 661           |
| Talha ibn ʿUbaidallāh        | طلحة بن عبيد الله    | 28          | 36       | 596              | 656           |
| az-Zubair ibn al-ʿAuwām      | الزبير بن العوّام     | 28          | 36       | 596              | 656           |
| ʿAbd ar-Rahmān ibn ʿAuf      | عبد الرحمن بن عوف    | 43          | 31       | 580              | 654           |
| Saʿd ibn Abī Waqqās          | سعد بن أبي وقّاص      | 23          | 55       | 600              | 675           |
| Abū ʿUbaida ibn al-Dscharrāh | أبو عبيدة بن الجراح  | 40          | 18       | 584              | 640           |
| Saʿīd ibn Zaid               | سعيد بن زيد          | ?           | 51       | ?                | 672           |

Die ersten vier Personen der Liste werden von den Sunniten als die Raschidun, die rechtgeleiteten Kalifen bezeichnet. Die Lehre von der Paradiesverheißung an die zehn Prophetengefährten hat fast in alle sunnitischen Glaubensbekenntnisse Eingang gefunden.